# Socorro Avelar
Socorro Avelar (Cuernavaca, 20 de marzo de 1925-Ciudad de México, 11 de febrero de 2003) fue una actriz, directora y escritora mexicana de cine, teatro y televisión.

## Biografía
Estudió en la Facultad de Filosofía y Letras de la UNAM, teniendo como profesores a Fernando Wagner y Enrique Ruelas. Se inició como directora en la obra Doña Clarines en 1946. Al año siguiente entró a estudiar actuación en la Escuela de Artes Teatrales del Instituto Nacional de Bellas Artes. Luego dirigió obras como El triángulo sutil y Como las estrellas y todas las cosas. Como actriz debutó en 1950 en la obra Rosalba y los llaveros. Debutó en cine en 1962 con la película El tejedor de milagros. También fue una prolífica actriz de televisión, donde debutó con la telenovela Corazón salvaje (la primera versión mexicana para televisión) de 1966. A ésta le siguieron una larga lista como El ídolo, La Constitución, Muchacha italiana viene a casarse, El carruaje, Los ricos también lloran, Soledad, El derecho de nacer, Bendita mentira, La antorcha encendida y El manantial. También se destacó como dramaturga, escribió la obra de tres actos Los irredentos que hasta la fecha no ha sido llevada a escena.
Socorro falleció el 11 de febrero de 2003 a causa de complicaciones de cáncer del estómago.

## Filmografía

### Telenovelas
- El manantial (2001-2002) .... Doña Catalina Sosa
- Atrévete a olvidarme (2001) .... Epitacia
- Alma rebelde (1999) .... Nana Chayo
- Te sigo amando (1996-1997) .... Hermelinda
- Bendita mentira (1996) .... Veneranda
- La antorcha encendida (1996) .... Chenta
- Azul (1996) .... Directora
- Más allá del puente (1993-1994) .... Serafina
- Los parientes pobres (1993) .... Toñita
- Yo compro esa mujer (1990) .... Cayetana
- El rincón de los prodigios (1987-1988) .... Martina
- Rosa salvaje (1987-1988) .... La Maldita
- El engaño (1986) .... Chuy
- El derecho de nacer (1981-1982) .... María Dolores Limonta "Mamá Dolores"
- El hogar que yo robé (1981)
- Soledad (1980-1981) .... Dominga
- Los ricos también lloran (1979-1980) .... Morena
- La llama de tu amor (1979)
- Corazón salvaje (1977-1978) .... Ana
- El chofer (1974-1975)
- El juramento (1974)
- Los miserables (1974) .... Celadora
- La hiena (1973-1974) .... Socorro
- El carruaje (1972) ... Partera
- La maldición de la blonda (1971)
- Muchacha italiana viene a casarse (1971-1973) .... Dulce
- La recogida (1971) .... Perfecta
- Mariana (1970)
- La Constitución (1970) .... Ech
- El diario de una señorita decente (1969) .... Micaela
- Del altar a la tumba (1969)
- Águeda (1968) .... Jazmín
- Leyendas de México (1968) ... Marisol
- Frontera (1967)
- Sueña conmigo, Donaji (1967)
- El ídolo (1966)
- Corazón salvaje (1966) .... Ana

### Miniseries
- Color de piel (1988)

### Series de TV
- Mujer, casos de la vida real (1997 - 2002)
- Diseñador de ambos sexos Capítulo 18: Madres (2001) .... Voz

### Películas
- La milpa (2002) .... Ángela anciana
- Katuwira, donde nacen y mueren los sueños (1996) .... Solita
- Solo (1996) .... Abuelita
- Se equivocó la cigüeña (1992)
- Retorno a Aztlán (1991) .... Coatlicue 1
- Un lugar en el sol (1989) .... Voz Tía
- El Imperio de la Fortuna (1986) .... Madre de Dionisio
- Contrabando y muerte (1986)
- Pedro Páramo (1978) .... Justina Díaz
- El ministro y yo (1976)  .... Lupita
- México, México, ra ra ra (1976)
- Volver, volver, volver (1975)
- La trenza (1975)
- Azul (1971)
- Novios y amantes (1971)
- Los caifanes (1967)
- Furia en el Edén (1964)
- Los signos del zodiaco (1962)
- El tejedor de milagros (1962)
- Nosotros los pobres (1948)

### Teatro
- Rosalba y los llaveros
- Como las estrellas y todas las cosas
- El triángulo sutil
- Doña Clarines
- Los signos del zodiaco